# Vasile Gan
Vasile Gan (n. 2 aprilie 1859, Baia de Arieș   - d. 1932, Baia de Arieș) a fost un delegat în Marea Adunare Națională de la Alba Iulia, organismul legislativ reprezentativ al „tuturor românilor din Transilvania, Banat și Țara Ungurească”, cel care a adoptat hotărârea privind Unirea Transilvaniei cu România, la 1 decembrie 1918.

## Biografie
Sfințit preot, a funcționat ca paroh numai la Baia de Arieș. A fost ales ca trimis al satului la Marea Adunare Națională din 1 decembrie 1918. A condus delegația satului la Marea Adunare Națională de la Alba Iulia, care în frunte purta drapelul național.

## Educație
A urmat studiile primare la școala din locul natal, Baia de Arieș. A urmat studiile liceale la Turda. Studiile superioare le-a urmat la Institutul Teologic din Sibiu.